# Kcynia
Kcynia è un comune urbano-rurale polacco del distretto di Nakło, nel voivodato della Cuiavia-Pomerania.
Ricopre una superficie di 297,02 km² e nel 2004 contava 13 796 abitanti.
Qui nacque il chimico Jan Czochralski.